# بيدرو ليون غالو
بيدرو ليون غالو (بالإسبانية: Pedro León Gallo)‏ هو سياسي أرجنتيني، ولد في 29 يونيو 1782 في سانتياغو ديل استيرو في الأرجنتين، وتوفي في 7 فبراير 1852 في سان ميغيل دي توكومان في الأرجنتين.